# Матильда Саксонская
Матильда Мария Августа Виктория Леопольдина Каролина Луиза Франциска Йозефа Саксонская (нем. Mathilde Marie Auguste Viktorie Leopoldine Karoline Luise Franziska Josepha von Sachsen; 19 марта 1863, Дрезден — 27 марта 1933, Дрезден) — саксонская принцесса.

## Биография
Матильда Саксонская — дочь короля Саксонии Георга и его супруги Марии Анны Португальской. Отец планировал выдать дочь Матильду за кронпринца Австро-Венгрии Рудольфа, но тот выбрал себе в жёны в итоге Стефанию Бельгийскую. Затем эрцгерцог Фердинанд, влюблённый в Софию Хотек, также отказался от руки Матильды. Наступившая в связи с этим напряжённость в отношениях между Саксонией и Австрией была снята только после того, как юный эрцгерцог Отто Франц Иосиф Австрийский женился на сестре Матильды Марии Йозефе Саксонской. Матильда замуж так и не вышла и тяжело переживала неудачи в личной жизни, прежде мягкий характер у Матильды испортился. У саксонцев Матильда была самым нелюбимым членом королевской семьи. Похоронена в Хофкирхе.
В 1890—1901 годах принцесса Матильда училась живописи у дрезденского художника и иллюстратора Альфреда Дите и впоследствии написала несколько пейзажей и жанровых картин, которые были изданы на почтовых открытках. В 1912 году вместе с младшим братом Иоганном Георгом совершила путешествие в Египет и побывала на раскопках Ахетатона в Амарне, где экспедиция Людвига Борхардта обнаружила знаменитый бюст Нефертити.